# El Pedernal
El Pedernal är en ort i Honduras.   Den ligger i departementet Departamento de Francisco Morazán, i den centrala delen av landet, 70 km norr om huvudstaden Tegucigalpa. El Pedernal ligger 673 meter över havet och antalet invånare är 1 648.
Terrängen runt El Pedernal är kuperad norrut, men söderut är den platt. Runt El Pedernal är det ganska glesbefolkat, med 30 invånare per kvadratkilometer. Närmaste större samhälle är Orica, 17,9 km öster om El Pedernal. Omgivningarna runt El Pedernal är en mosaik av jordbruksmark och naturlig växtlighet.